# Jussy (Moselle)
Jussy (Duits: Jussingen) is een gemeente in het Franse departement Moselle (regio Grand Est) en telt 451 inwoners (2005). De plaats maakt deel uit van het arrondissement Metz.

## Geografie
De oppervlakte van Jussy bedraagt 2,9 km², de bevolkingsdichtheid is 155,5 inwoners per km².
De onderstaande kaart toont de ligging van Jussy (Moselle) met de belangrijkste infrastructuur en aangrenzende gemeenten.

## Demografie
Onderstaande figuur toont het verloop van het inwonertal (bron: INSEE-tellingen).